# Saprosma kraussii
Saprosma kraussii är en måreväxtart som beskrevs av Karl Rechinger. Saprosma kraussii ingår i släktet Saprosma och familjen måreväxter. Inga underarter finns listade i Catalogue of Life.